# Roman Steinberg
Roman Steinberg (* 5. April 1900 in Tallinn; † 16. April 1928 ebenda) war ein estnischer Ringer.

## Sportliche Leistung
1920 begann Steinberg seine Karriere als Ringer. Von 1921 bis 1923 war er unter seinem Trainer Robert Oksa dreimal estnischer Meister im Ringen (1921 im Mittelgewicht, 1922 und 1923 im Halbschwergewicht). Steinberg gewann bei den Olympischen Sommerspielen 1924 in Paris die Bronzemedaille im Mittelgewicht (bis 75 kg) im griechisch-römischen Stil hinter den beiden Finnen Edvard Vesterlund und Arthur Lindfors.
Steinberg starb im Alter von nur 28 Jahren in Tallinn an Tuberkulose.